# Campeonato Asiático de Atletismo de 2013 - Heptatlo feminino
A prova do heptatlo  do Campeonato Asiático de Atletismo de 2013 foi disputada entre os dias 5 e  6 de julho de 2013 no Shree Shiv Chhatrapati Sports Complex em Pune, na Índia. 

## Recordes
Antes desta competição, os recordes mundiais e do campeonato nesta prova eram os seguintes:
|                       | Nome                 | Nacionalidade  | Pontos | Local  | Data                   |
| --------------------- | -------------------- | -------------- | ------ | ------ | ---------------------- |
| Recorde mundial       | Jackie Joyner-Kersee | Estados Unidos | 7.291  | Seul   | 24 de setembro de 1988 |
| Recorde do campeonato | Ghada Shouaa         | Síria          | 6.259  | Manila | 1993                   |
| Recorde asiático      | Ghada Shouaa         | Síria          | 6.942  | Götzis | 26 de maio de 1996     |

## Medalhistas
| Ouro                  | Prata                     | Bronze              |
| Wassana Winatho (THA) | Yekaterina Voronina (UZB) | Chie Kiriyama (JPN) |

## Cronograma
Todos os horários são locais (UTC+5:30).
| Data       | Hora  | Evento                   |
| ---------- | ----- | ------------------------ |
| 5 de julho | 9:00  | 100 metros com barreiras |
| 5 de julho | 9:40  | Salto em altura          |
| 5 de julho | 10:45 | Arremesso de peso        |
| 5 de julho | 18:30 | 200 metros               |
| 6 de julho | 9:00  | Salto em distância       |
| 6 de julho | 10:00 | Lançamento de dardo      |
| 6 de julho | 19:00 | 800 metros               |

## Classificação final
| Colocação         | Atleta              | Nacionalidade | 100 m C/B | SA   | AP    | 200 m | SD   | LD    | 800 m   | Total | Notas |
| ----------------- | ------------------- | ------------- | --------- | ---- | ----- | ----- | ---- | ----- | ------- | ----- | ----- |
| Medalha de ouro   | Wassana Winatho     | Tailândia     | 13.90     | 1.82 | 11.98 | 25.06 | 5.98 | 35.45 | 2:17.50 | 5818  |       |
| Medalha de prata  | Yekaterina Voronina | Uzbequistão   | 16.09     | 1.73 | 12.62 | 25.93 | 6.02 | 50.63 | 2:23.86 | 5599  |       |
| Medalha de bronze | Chie Kiriyama       | Japão         | 14.04     | 1.61 | 11.44 | 25.21 | 6.02 | 40.67 | 2:29.22 | 5451  |       |
| 4                 | Fumie Takehara      | Japão         | 14.00     | 1.61 | 11.46 | 26.05 | 5.82 | 39.17 | 2:20.86 | 5401  |       |
| 5                 | Susmita Singha Roy  | Índia         | 14.46     | 1.70 | 11.64 | 25.61 | 5.59 | 36.73 | 2:24.85 | 5328  |       |
| 6                 | Navpreet Kaur       | Índia         | 14.50     | 1.64 | 10.61 | 25.37 | 5.64 | 36.88 | 2:25.25 | 5217  |       |
| 7                 | Liksy Joseph        | Índia         | 15.18     | 1.64 | 9.53  | 25.97 | 5.73 | 29.32 | 2:17.59 | 4989  |       |
| 8                 | Chu Chia-Ling       | Taipé Chinesa | 14.47     | 1.64 | 11.00 | 26.64 | 5.36 | 40.84 | 2:39.41 | 4956  |       |
| 9                 | Olga Glukhovkina    | Uzbequistão   | 15.43     | 1.67 | 13.16 | 25.43 | 5.11 | 31.72 | 2:38.71 | 4876  |       |
| 10                | Kristina Pronzhenko | Tajiquistão   | 17.41     | 1.52 | 7.26  | 26.54 | 5.54 | 23.16 | 2:19.02 | 4195  |       |
| 11                | Irina Karpova       | Cazaquistão   | 14.52     | 1.70 | 11.62 | 26.13 | NM   | DNS   | –       | DNF   |       |
| 12                | Narcisa Atienza     | Filipinas     | 15.61     | 1.64 | 11.69 | 27.38 | NM   | DNS   | –       | DNF   |       |
| 13                | Sepideh Tavakolynik | Irão          | 16.74     | 1.40 | DNS   | –     | –    | –     | –       | DNF   |       |

Legenda
| Recorde mundial       | Recorde mundial (World record)               |                       | Recorde africano                      | Recorde africano (African) |                                           | Q | Classificado por posição (Qualified) |
| Recorde do campeonato | Recorde do campeonato (Championship record)  | Recorde da América    | Recorde da América (Americas)         | q                          | Classificado por melhor tempo (Qualified) |   |                                      |
| Melhor marca do ano   | Melhor marca do ano (World leading)          | Recorde asiático      | Recorde asiático (Asian)              | DNS                        | Não largou (Did not start)                |   |                                      |
| Recorde nacional      | Recorde nacional (National record)           | Recorde europeu       | Recorde europeu (European)            | DNF                        | Não terminou (Did not finish)             |   |                                      |
| Recorde pessoal       | Recorde pessoal do atleta (Personal best)    | Recorde da Oceania    | Recorde da Oceania (Oceania)          | DSQ / DQ                   | Desclassificado (Disqualified)            |   |                                      |
| Recorde da temporada  | Recorde da temporada do atleta (Season best) | Recorde sul-americano | Recorde sul-americano (South America) | NM                         | Sem marca (No mark)                       |   |                                      |